# Pegunungan Barisan
Pegunungan Barisan är en bergskedja i Indonesien. Den ligger i den västra delen av landet, 600 km nordväst om huvudstaden Jakarta.